# Mătăcina
Mătăcina falu Romániában, Erdélyben, Fehér megyében. Közigazgatásilag Alvinc községhez tartozik.

## Fekvése
Borsómező közelében fekvő település.

## Története
Mătăcina korábban Borsómező része volt, 1956 körül vált külön 54 lakossal. 
1966-ban 55, 1977-ben 45, 1992-ben 22, 2002-ben pedig 9 román lakosa volt.